# Christmas with Friends
Christmas with Friends – trzeci album studyjny szwedzkiego piosenkarza Månsa Zelmerlöwa, a jednocześnie pierwszy w karierze świąteczny album artysty, wydany 15 listopada 2010 przez Warner Music Sweden. Album powstał we współpracy ze sklepem ICA market. Środki ze sprzedaży albumu miały być przeznaczone na cele charytatywne. Producentem wydawnictwa jest Peter Nordahl.
Do promocji albumu zostały wydane dwa single w formacie „December”, który został wydany 22 listopada 2010 oraz „Vit som en snö z udziałem Pernilli Andersson ten zaś z kolei ukazał się 29 listopada 2010. Materiały wideo do singli zostały udostępnione na oficjalnym kanale wytwórni artysty Warner Music Sweden na YouTube.

## Lista utworów
Źródło: Discogs
| Nr  | Tytuł                                             |
| --- | ------------------------------------------------- |
| 1.  | „Jag drömmer om en Jul hemma”                     |
| 2.  | „Christmas Song”                                  |
| 3.  | „I Pray on Christmas” (with. Björn Skifs)         |
| 4.  | „December”                                        |
| 5.  | „Oh, Come All Ye Faithful”                        |
| 6.  | „All I Want for Christmas Is You”                 |
| 7.  | „Tomten jag vill ha en riktig Jul”                |
| 8.  | „The Angel Gabriell” (with. Lunds Studentsångare) |
| 9.  | „Winter Wonderland”                               |
| 10. | „Christmas (Baby Please Come Home)”               |
| 11. | „Vit som snö” (with. Pernilla Andersson)          |

## Wydanie
| Kraj    | Data              | Wytwórnia           | Format               |
| ------- | ----------------- | ------------------- | -------------------- |
| Szwecja | 15 listopada 2010 | Warner Music Sweden | CD, Digital download |